# Émilie Gourd
Émilie Gourd (Genève, 19 december 1879 - aldaar, 4 december 1946) was een Zwitserse feministe en redactrice.

## Biografie

### Achtergrond
Émilie Gourd was een dochter van Jean-Jacques Gourd, een filosoof, en van Elisabeth Bert. Ze volgde enkele lessen geschiedenis en filosofie aan de Universiteit van Genève en werd lerares.

### Feministe
Nadat ze in 1909 een ontmoeting had met Auguste de Morsier, de eerste voorzitter van de Association genevoise pour le suffrage féminin, zou Gourd zich toeleggen op het feminisme. Aan de universiteit leerde ze bovendien Hélène Gautier-Pictet kennen, die onder haar invloed eveneens zou opkomen voor vrouwenrechten.
In 1912 richtte Gourd het blad Le Mouvement féministe op, waarvan ze tot aan haar overlijden redactrice bleef. Als hoofdredactrice van dat blad werd ze opgevolgd door Alice Wiblé (1895-1967). Ze besteedde een groot deel van haar tijd en van haar persoonlijk vermogen aan het feminisme via ontelbare conferenties in Zwitserland en in het buitenland, door haar artikelen en door haar werk in de verschillende vrouwenorganisaties waarvan ze voorzitster was, zoals het Schweizerischer Verband für Frauenstimmrecht (SVF; 1914-1928) en haar Geneefse afdeling (1911-1946), de Geneefse afdeling van het Cartel romand d'hygiène sociale et morale (1920-1946) en de Geneefse afdeling van Frau und Demokratie (1934-1946).
Ten tijde van de debatten over de toetreding van Zwitserland tot de Volkenbond schreef Gourd in 1919 als voorzitster van het SVF een brief aan de Kantonsraad waarin ze aankaartte dat bij het uiteindelijke referendum over deze toetreding enkel de mannelijke doch niet de vrouwelijke Zwitserse bevolking om hun mening zou worden gevraagd. Ze merkte daarbij ook op dat in heel wat andere Europese landen vrouwen wel stemrecht hadden en waren vertegenwoordigd in nationale parlementen die debatteerden over de toetreding van hun respectievelijke landen tot de Volkenbond.
In 1925 organiseerde ze de Geneefse kantonnale tentoonstelling voor vrouwenarbeid, een voorloper voor de eerste Schweizerische Ausstellung für Frauenarbeit (SAFFA) in 1928.

### Internationale werkzaamheden
Vanaf de jaren 1920 was Gourd ook op internationaal vlak actief. In 1923 werd ze secretaresse van de International Alliance of Women. De vele reizen die ze in deze hoedanigheid maakte, financierde ze steeds met eigen middelen. Van 1925 tot 1936 was ze ook actief voor de Volkenbond. Toen ze zich in 1937 echter kandidaat stelde om te zetelen in de Zwitserse delegatie van de Algemene Vergadering van de Volkenbond, werd er in een overheidsmemo een negatief advies verleend ten aanzien van deze kandidatuur vanwege haar "militant feminisme" en haar strijd voor het vrouwenstemrecht in Zwitserland: "Ce serait cependant une erreur, à notre avis, de faire appel à une féministe "militante", à une passionnée du suffrage féminin".

## Trivia
- In Genève werd een straat naar haar vernoemd, de Rue Emilie-Gourd.
- In 1984 richtte Jacqueline Berenstein-Wavre de Fondation Emilie Gourd op.